# جان بول فان بوبيل
جان بول فان بوبيل (بالهولندية: Jean-Paul van Poppel)‏ ولد بتاريخ 30 سبتمبر 1962 في تيلبورخ، هولندا، هو دراج هولندي سابق في صنف سباق الدراجات على الطريق. سبق أن شارك في دورة الألعاب الأولمبية الصيفية.

## سجل النتائج

### سباقات أو مراحل فاز بها
- طواف فرنسا
- طواف إسبانيا
- طواف إيطاليا

## روابط خارجية
- جان بول فان بوبيل على موقع أرشيف الدراجات (الإنجليزية)
- جان بول فان بوبيل على موقع إحصائيات الدراجات الإحترافية (الإنجليزية)
- جان بول فان بوبيل على موقع CycleBase (الإنجليزية)
- جان بول فان بوبيل على موقع أوليمبيديا (الإنجليزية)